# Lauta

Luftbildpanorama von Lauta

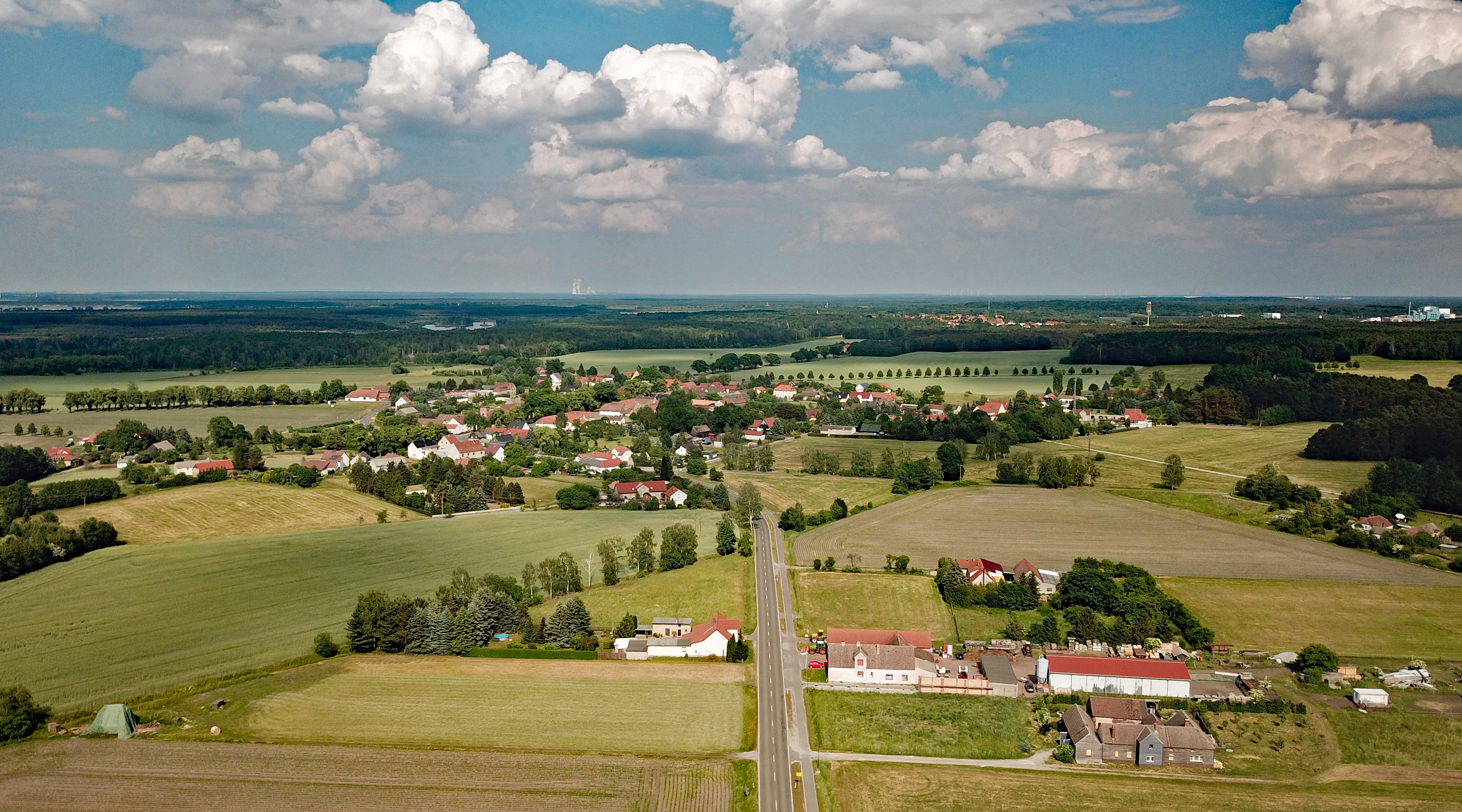
Lauta Dorf aus der Luft

Lauta (sorbisch Łuty) ist eine Kleinstadt im Norden des sächsischen Landkreises Bautzen.

## Geografie
Das Gemeindegebiet befindet sich am südlichen Rand des Lausitzer Seenlandes, südlich der Schwarzen Elster. Die Stadt grenzt im Westen an die Ortsteile Großkoschen und Hosena der brandenburgischen Stadt Senftenberg, deren Stadtzentrum etwa 15 Kilometer entfernt liegt. In östlicher Richtung liegt, ebenfalls rund 15 Kilometer entfernt, Hoyerswerda. Der Erikasee befindet sich im Gemeindegebiet, der Senftenberger See etwas westlich davon. Lauta gehört historisch zur Oberlausitz, wurde jedoch in der DDR, gleichsam wie Hoyerswerda, zur Niederlausitz gerechnet. Die umliegenden Ortschaften, wie Ruhland und Hoyerswerda, bekennen sich heute wieder zur historischen Oberlausitz. In Lauta wird die Zugehörigkeit zur Niederlausitz betont.

### Nachbargemeinden
An Lauta grenzen (von Norden in Uhrzeigerrichtung) die Stadt Senftenberg, die Gemeinde Elsterheide sowie die Städte Hoyerswerda und Bernsdorf.

### Hydrologie
Auf dem Stadtgebiet von Lauta befinden sich der Erikasee, die Mehnerts-Teiche sowie die Restlöcher Heide und Heide V. Gewässer 2. Ordnung sind der Kleinlaubuscher Graben, der Leipper Mühlgraben, der Petzerberggraben, der Schleichgraben und der Südgraben.

### Klima
Seit dem 21. August 2012 ist die Station 02991 Lauta Teil des Wetternetzwerks der privaten Wetterstationen in Deutschland.
Das Klima in Lauta ist kalt und gemäßigt. Es gibt das ganze Jahr über deutliche Niederschläge. Selbst der trockenste Monat weist noch hohe Niederschlagsmengen auf. Die Klassifikation des Klimas nach Köppen und Geiger ist Dfb. In Lauta herrscht im Jahresdurchschnitt eine Temperatur von 9,0 °C. 588 mm Niederschlag fallen im Durchschnitt innerhalb eines Jahres.
Im Februar beträgt die Niederschlagsmenge 33 mm. Der Monat ist damit der niederschlagsärmste des ganzen Jahres. Der meiste Niederschlag fällt hingegen mit durchschnittlich 73 mm im Juli. Mit 18,4 °C ist der Juli der wärmste Monat des Jahres. Der Januar ist mit einer durchschnittlichen Temperatur von −0,9 °C der kälteste Monat des ganzen Jahres. Die Differenz der Niederschläge zwischen dem niederschlagsärmsten Monat und dem niederschlagsreichsten Monat beträgt 40 mm. Die durchschnittlichen Temperaturen schwanken im Jahresverlauf um 19,3 °C.

## Stadtgliederung
Lauta gliedert sich in die Stadt Lauta (Lauta-Nord, Lauta-Süd, Lauta-Dorf) sowie in die Ortsteile:
- Johannisthal (obersorbisch Janowy Doł)[4]
- Laubusch (Lubuš)
- Leippe (Lipoj)
- Torno (Tornow)

Die drei Ortsteile Leippe, Torno und Johannisthal waren als Ortschaft unter dem ehemaligen Gemeindenamen Leippe-Torno zusammengeschlossen.

## Geschichte

### Ortsname
Nach dem Ortshistoriker Dietmar Neuhäuser leitet sich der Name vom sorbischen Wort Łuťa bzw. Łuty (deutsche Entsprechung: „Ort bzw. Ansiedlung am Lindenbastplatz“) ab. Die einstigen Bewohner des Ortes sollen sich mit dem Lösen des Bastes von Linden und Weiden sowie mit dem Schneiden von Gerten befasst haben, aus dem dann Flechtwaren, wie Körbe und Bastschuhe, gefertigt wurden. Die Sprech- und Schreibweise des Ortsnamens veränderte sich im Verlauf der Jahrhunderte. Wann sich die heutige gültige Schreibweise Lauta durchgesetzt hat, ist nicht bekannt. Umgangssprachlich blieb aber bis in die 1960er Jahre der Ortsname Laute gebräuchlich.

### Historischer Überblick
Das Dorf Lauta wurde im Jahr 1374 als Luthe erstmals urkundlich in einem Zinsbrief des Klosters St. Marienstern in Panschwitz-Kuckau erwähnt. Dieser vermerkt für einen Bauern Mattik aus Lauta eine Abgabe an das Kloster. Mattiks Brüder, Benisch und ein namentlich nicht bekannter, werden als in Wysok (dtsch. Weißig) sesshaft angegeben. Einwohner mit dem Familiennamen Mattick sind in Lauta-Dorf bis in die Gegenwart nachweisbar.
Die Kirche in Lauta wurde im Dreißigjährigen Krieg zerstört und 1652 wieder aufgebaut.
1952 wurde das größtenteils sorbische Dorf Lauta in den Ort Lautawerk eingemeindet, dabei übernahm die Gemeinde den Namen Lauta, während das Dorf den Namen Lauta-Dorf bekam. Die zum Kreis Hoyerswerda gehörende Gemeinde erhielt 1965 das Stadtrecht.

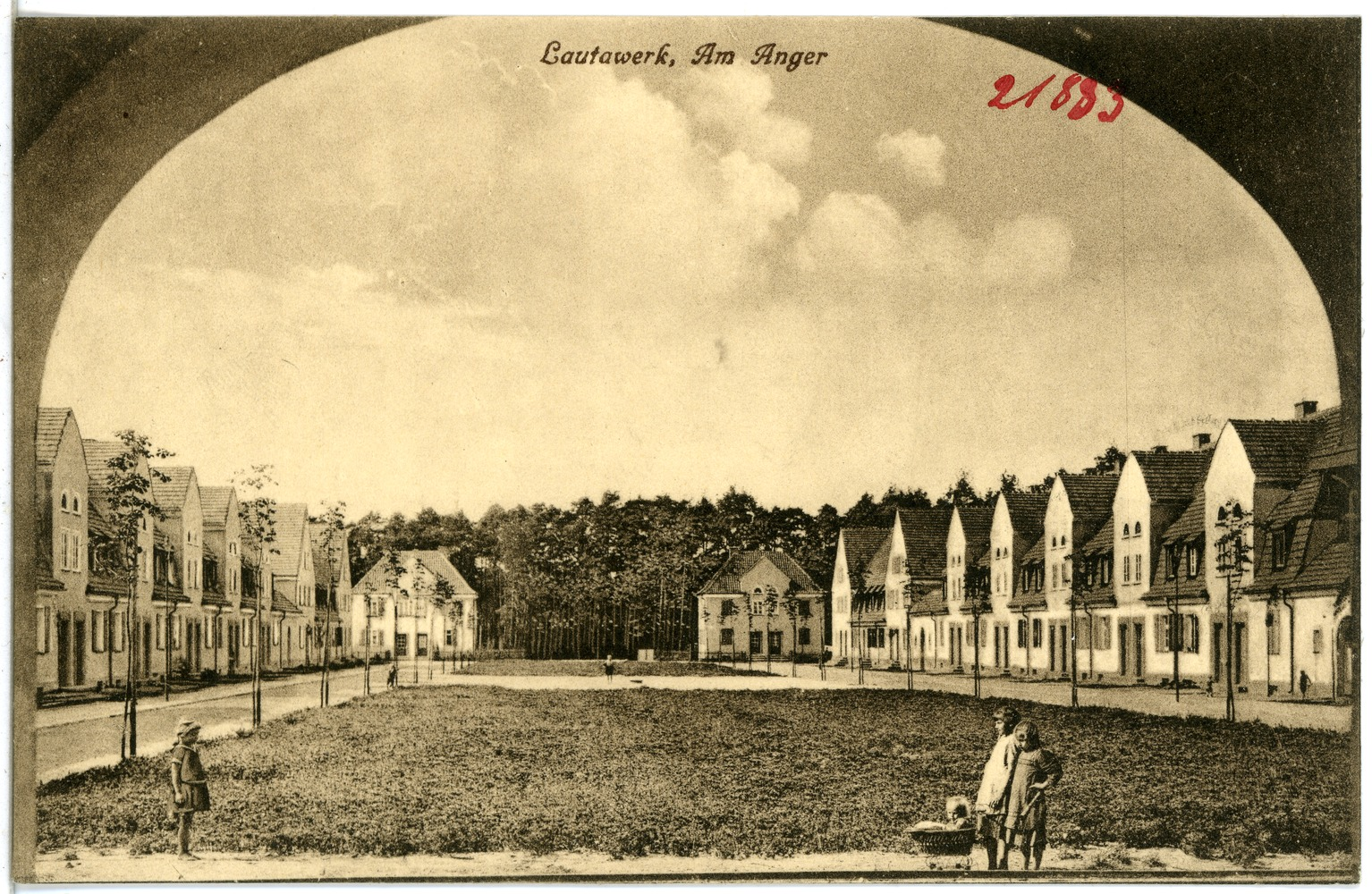
Anger in Lautawerk auf einer Postkarte von 1921

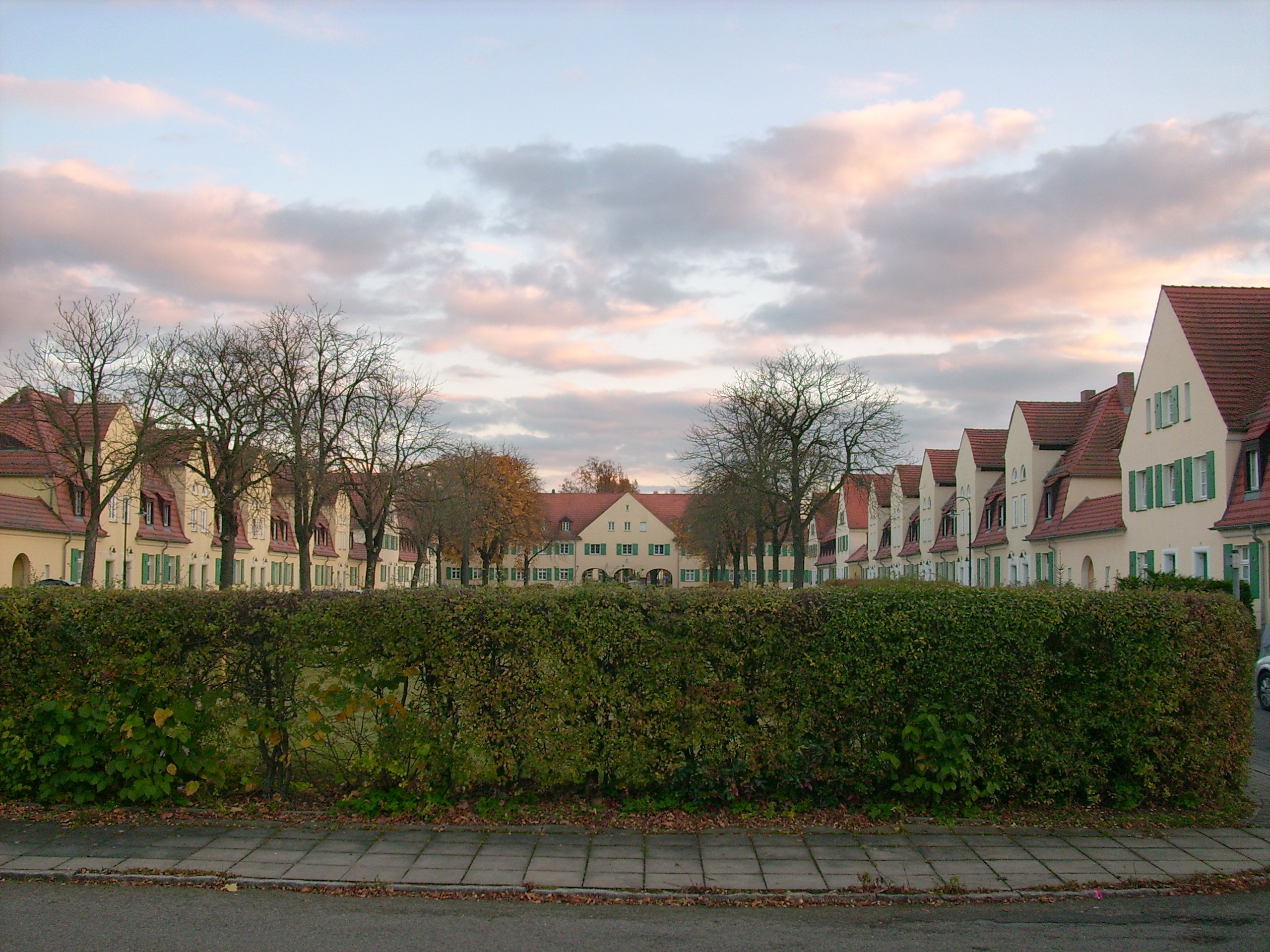
Die Gartenstadt Lauta-Nord

Bekannt wurde Lauta vor allem durch das Lautawerk der Vereinigte Aluminiumwerke AG, eine während des Ersten Weltkriegs erbaute Aluminiumhütte, auf die wiederum der Produktname Lautal (Kunstwort) zurückgeht. Baubeginn für das Lautawerk war am 31. März 1917. Eingestellt wurde die Produktion von Aluminium in Lauta im Juli 1990. 1991 trat die Lautawerk GmbH gemäß einem Beschluss der Treuhandanstalt in Liquidation.
Mit dem Bau der Aluminiumhütte erfolgte der Aufbau einer Barackensiedlung östlich des Dorfes und südlich des Betriebes. Massive Wohnungen für die Belegschaft – Verwaltung und Arbeiter – entstanden ab 1917 durch den Aufbau der nördlich des Werkes gelegenen Gartenstadt Lauta-Nord. Die Gesamtplanung für die Gartenstadt erarbeitete der Chefarchitekt der Vereinigte Aluminiumwerke AG, Clemens Simon. Unterstützt wurde er zeitweilig durch seinen Bruder, dem Architekten Stephan Simon. Der Entscheidung über die Errichtung der Gartenstadt und von Beamtenvillen nördlich des künftigen Betriebes sollen Windbeobachtungen mit dem Ergebnis vorausgegangen sein, dass der Wind überwiegend in Richtung Süden wehe. Der von der Produktion ausgehende Industriestaub den Norden deshalb nicht belasten werde. Das erwies sich jedoch als Irrtum. Der Staub aus den Schornsteinen der Tonerdefabrik, der Aluminiumhütte und des Kraftwerks und von den im Nordbereich des Betriebes angelegten Bauxithalden ging überwiegend in Lauta-Nord nieder.
Ende 1918 waren die ersten Villen und Wohnhäuser in Nord fertig. In sie zogen Direktoren, Meister und Angestellte des Lautawerkes. Die Arbeiterwohnungen wurden später bezugsfertig. Dabei handelte es sich um Siedlungshäuser mit einer Ausstattung der gehobenen Klasse: u. a. Wohnküche, Bad, Garten, Stall für die Kleintierhaltung. In der 1. Ausbaustufe entstanden zugleich ein Gasthaus, eine Großmetzgerei und eine Großbäckerei. Entwürfe für den Bau der Metzgerei sowie für ein Konzerthaus am Markt der Gartenstadt erarbeitete der Münchener Architekt Theodor Fischer. Die Großbäckerei nahm am 1. Juli 1919 den Betrieb auf. Im Dezember 1924 wurde die evangelische Stadtkirche am Anger den Gläubigen übergeben und 1926 die einen knappen Kilometer in westlicher Richtung gelegene katholische St.-Josefs-Kirche.
1928 entstand die Gartenstadt Erika nach Entwürfen des Architekten Ewald Kleffel. Im gleichen Jahr beschloss die Gemeindeverwaltung von Lautawerk den Bau eines Schwimmstadions an der Gemeindegrenze zu Schwarzkollm. Nach 1933 entstanden massive Wasserbecken. Westlich der Schwimmbecken – Nichtschwimmer, Schwimmbecken für Freizeitsportler, Wettkampfbecken, Sprungbecken – wurde eine Tribüne gebaut, an die sich eine dahinter gelegene Sportanlage mit Rasenfläche und Aschenbahn anschloss. Der vormalige Holz-Sprungturm wurde durch einen massiven Fünf-Meter-Turm ersetzt. Ein Becken für Kleinstkinder, ein Badeteich sowie soziale Einrichtungen vervollständigten den Neubau, der das Schwimmbad Lauta zu dem modernsten der Region machte.
Die für das Bauhaus in Dessau verwendeten Aluminium-Beschläge (Türgriffe etc.) der Marke BALUMIN (Al) der Firma Batz & Co. bestanden aus einer im Lautawerk unter der Bezeichnung G54 gefertigten Legierung. 1943 erfolgte der Bau des Bahnhofs für das Lautawerk. Im Zweiten Weltkrieg waren im Lautawerk 4000 osteuropäische Zwangsarbeiter, insbesondere Juden, eines nahegelegenen Zwangsarbeiterlagers eingesetzt. Die unsäglichen Lebensbedingungen forderten viele Todesopfer.

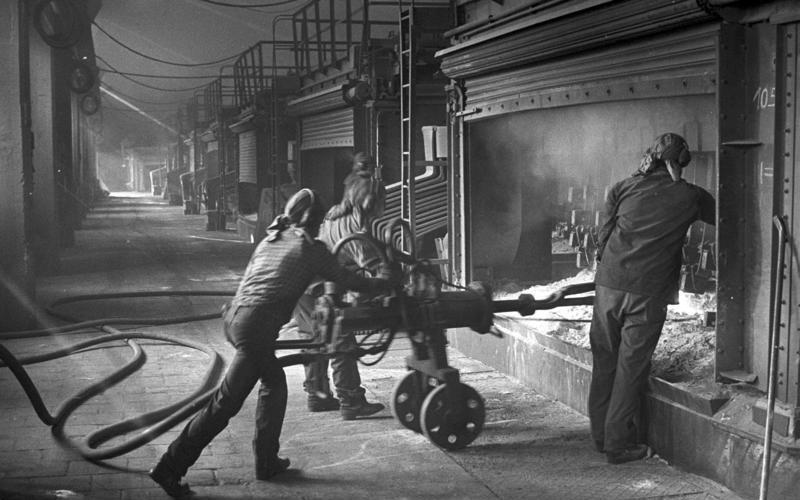
Aluminiumwerk „Albert Zimmermann“, Lauta (1989)

Die Werksleiter des Lautawerkes vor 1945 waren Theodor Menzen, Technischer Leiter (1918 bis 1945), Wilhelm Fulda, Leiter Tonerdefabrik (1918 bis 1945), Friedrich Mette, Leiter Aluminiumhütte (1918 bis 1925), Wilhelm Todt (1938 bis 1945). Die Werksleiter bzw. Betriebsdirektoren des Volkseigenen Betriebes waren Willy Mey (1950 bis 1956), Alfred Götze (1956 bis 1964), Manfred Michler (1964 bis 1967), Hans Janoschek (1967 bis 1988) und Rainer Pohl (1988 bis 1990).
Auf dem alten Werksgelände entstand in einer Bauzeit von zwei Jahren (2002–2004) eine thermische Abfallbehandlungsanlage, die TA Lauta. Ein lokaler Bürgerentscheid hat sich gegen diese Anlage ausgesprochen.
Die ökologischen Altlasten der jahrzehntelangen Aluminiumproduktion u. a. in Form von Boden- und Grundwasserverseuchung sind bis heute (Stand August 2021) noch nicht vollständig behoben, das 1994 gestartete Ökologische Altlastengroßprojekt Lautawerk ist auch auf absehbare Zeit noch nicht abgeschlossen.

### Eingemeindungen
Laubusch wurde am 1. Januar 2001 eingemeindet. Am 1. Januar 2007 kam Leippe-Torno hinzu.

### Geschichte der Ortsteile

#### Johannisthal
Ab 1863 errichtete Kolonie im Waldgebiet nordwestlich des Dorfes Leippe. Eigentümer der 3000 Morgen großen Fläche war der Rittergutsbesitzer Moritz Oskar von Zehmen aus Weißig. Nach seiner Tochter Johanna soll er die Kolonie Johannisthal genannt haben. 1864 ließ von Zehmen eine Ziegelei bauen, die die oberflächennah vorhandenen Vorkommen an Ton und Braunkohle nutzte. Danach folgte eine Glasfabrik, die so genannte Zehmenhütte. Sie nahm 1875 den Betrieb auf, als erste Glashütte im Lagerstättengebiet der Hohenbockaer Glassande. Zur Brennstoffversorgung der Hütte wurden im Umfeld mehrere Braunkohlentiefbaue aufgeschlossen. Es wird davon ausgegangen, dass die Glashütte mit der 1856 von Friedrich Siemens entwickelten und 1864 erstmals eingesetzten Regenerativfeuerung ausgerüstet war. Von Zehmen ließ im Umfeld seiner Betriebe ein Schloss, eine Schäferei und sechs Wohnhäuser errichten. 1864 hatte die Kolonie 48 Einwohner. Von 1867 bis 1878 besaß sie eine eigene Schule. 1894 wurde die Glasfabrik stillgelegt und ein Teil des Gebäudes abgerissen. Anfang der 1980er Jahre wird ihr ehemaliger Standort beim Glassandabbau überbaggert. Schloss und Schäferei fielen 1985 dem Abriss zum Opfer.

## Politik
- WIR: 3
- BW: 1
- FWL: 6
- CDU: 2
- AfD: 2

Die AfD kann vier Sitze nicht besetzen. Der Stadtrat verkleinert sich entsprechend.

### Stadtrat

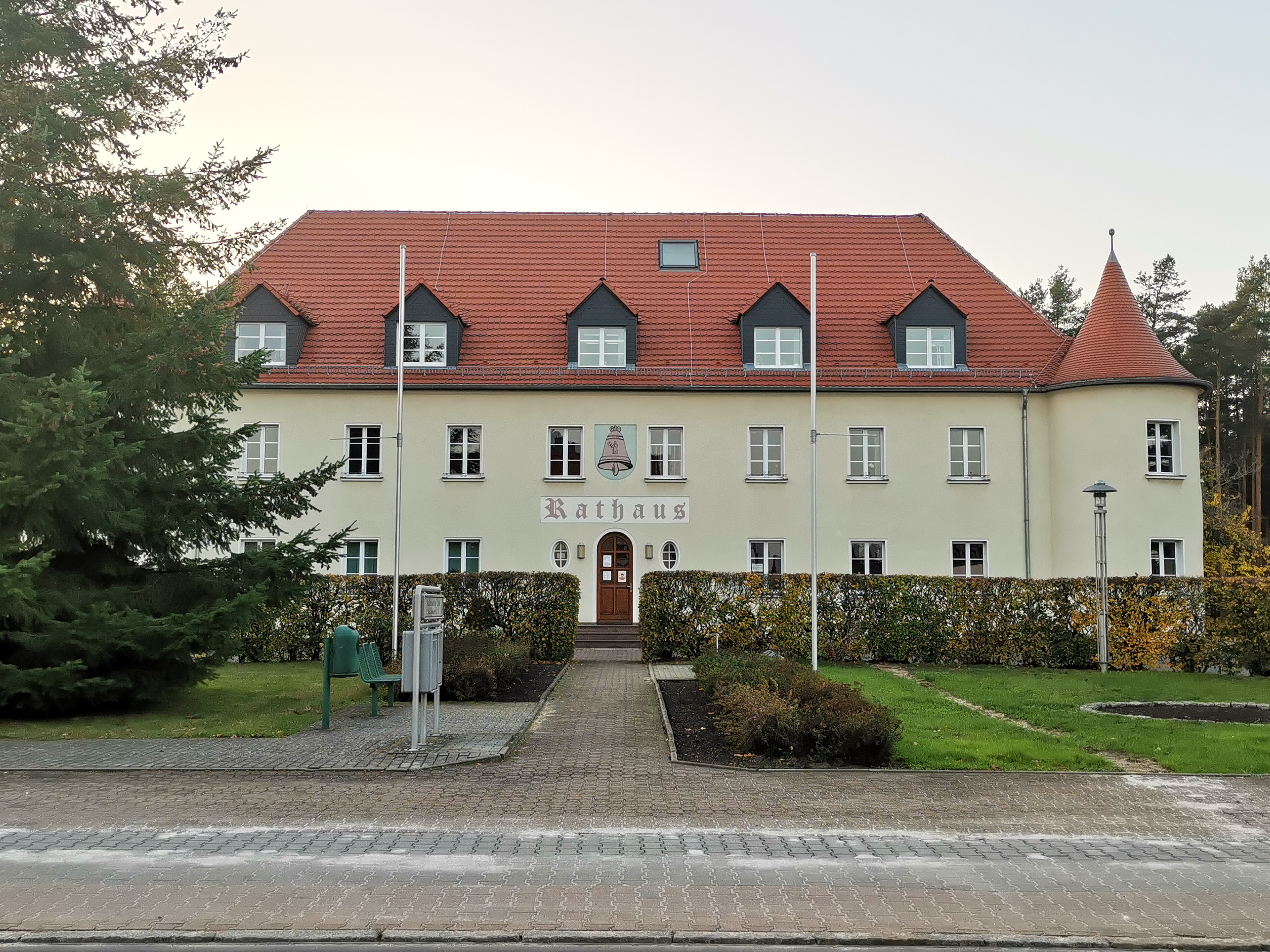
Rathaus von Lauta

Seit der Stadtratswahl am 9. Juni 2024 verteilen sich die 14 Sitze des Stadtrates folgendermaßen auf die einzelnen Gruppierungen:
| Liste                             | 2024   | 2024   | 2019   | 2019   | 2014   | 2014   |
| Liste                             | Sitze  | in %   | Sitze  | in %   | Sitze  | in %   |
| --------------------------------- | ------ | ------ | ------ | ------ | ------ | ------ |
| Verband Freier Wähler Lauta       | 6      | 34,1   | 7      | 31,9   | 7      | 36,1   |
| AfD                               | 2      | 30,1   | 2      | 22,6   | –      | –      |
| Wählervereinigung „WIR für Lauta“ | 3      | 16,5   | –      | –      | –      | –      |
| CDU                               | 2      | 10,3   | 2      | 10,3   | 6      | 29,0   |
| Bürgerbewegung                    | 1      | 3,9    | 2      | 12,4   | 3      | 16,7   |
| Linke                             | –      | 2,7    | 1      | 8,7    | 2      | 14,5   |
| Grüne                             | –      | 2,5    | –      | 4,2    | –      | 3,7    |
| SPD                               | –      | –      | –      | 3,9    | –      | –      |
| Wahlbeteiligung                   | 61,4 % | 61,4 % | 55,0 % | 55,0 % | 41,6 % | 41,6 % |

Die AfD hatte nur zwei Kandidaten zur Wahl aufgestellt, daher bleiben vier Sitze im Stadtrat unbesetzt.

### Bürgermeister
Am 15. März 2015 wurde Frank Lehmann (parteilos) zum Bürgermeister von Lauta gewählt. Seit Mai 2015 ist er im Amt. Er setzte sich mit 59,73 Prozent gegen den amtierenden Bürgermeister Hellfried Ruhland (parteilos) durch, der 40,27 Prozent der abgegebenen Stimmen erhielt. Die Wahlbeteiligung lag bei 46,5 Prozent. Lehmann war zuvor Kämmerer der Gemeinde Spreetal.
Die Kreisordnung für die Provinzen Preußen, Brandenburg, Pommern, Posen, Schlesien und Sachsen vom 13. Dezember 1872 galt ab 1. Januar 1874 auch für das Dorf Lauta. Damit fiel das seit Gründung des Dorfes bestehende Erbschulzenamt weg, welches zuletzt Johannes Richter ausgeübt hatte, und die Gemeinde wählte einen ehrenamtlichen Ortsvorsteher. Ortsvorsteher von Lauta-Dorf waren Adolf Säuberlich (1874 bis 1879), Matthes Platta (1879 bis 1885), Wilhelm Handrosch (1885 bis 1909) und August Scheack (1909 bis 1924).
Mit der Entstehung der Gemeinde Lautawerk im Jahr 1924, mit dem Ortsteil Lauta-Dorf, wurde das Bürgermeisteramt eingeführt.
Bürgermeister der Gemeinde Lautawerk bzw. ab 1965 der Stadt Lauta waren:
- 1924–1933: Arthur Gründlich
- 1933–0000: Paul Ferdinand Drossbach (NSDAP)[24]
- 1933–1945: Kurt Nerlich (NSDAP)
- 1945–0000: Albert Walter (durch SMAD eingesetzt)
- 1946–1950: Alfred Müller (SED)
- 1950–1963: Karl Rolke (SED)
- 1963–1968: Egon Jürgeleit (SED)
- 1968–1990: Harry Genschorek (SED)
- 1990–2001: Rainer Rischer (CDU/Neues Wahlbündnis)
- 2001–2015: Hellfried Ruhland (Verband Freier Wähler)
- seit 2015: Frank Lehmann (parteilos)

| Wahl | Bürgermeister     | Vorschlag | Wahlergebnis (in %) |
| ---- | ----------------- | --------- | ------------------- |
| 2022 | Frank Lehmann     | Lehmann   | 61,7                |
| 2015 | Frank Lehmann     | Lehmann   | 59,7                |
| 2008 | Heilfried Ruhland | FW        | 96,9                |
| 2001 | Heilfried Ruhland | FW        | 49,4                |
| 1994 | Rainer Rischer    | CDU       | 59,6                |

### Wappen
Das Wappen der Stadt Lauta ist die aus dem Jahre 1512 stammende Glocke des Heiligen Laurentius, die noch heute in der Laurentius-Kirche in Lauta-Dorf läutet. Die Glocke ist über die Jahrhunderte mit den Geschehnissen in der Gemeinde verbunden. Der Sage nach soll diese Kirchenglocke in einer Kapelle auf dem nahegelegenen Koschenberg gehangen haben und nach deren Verfall zur Dorfkirche Lauta gekommen sein. Die Inschrift ist auch heute noch deutlich zu erkennen: hilf.mir.hellcken.sant.laurencivs.(1512) Zur 500-Jahr-Feier von Lauta im Jahre 1948 hatte die Firma Bruno Arlt einen originalgetreuen Nachguss der Glocke aus Aluminium vorgenommen. Die 1994 eingeweihte Glockenanlage soll daran erinnern, dass Lauta von 1918 bis 1990 ein Großstandort der Aluminiumindustrie war. Das Wappen der Stadt ist auch an der Fassade des Rathauses der Stadt Lauta zu finden.

### Städtepartnerschaften
Die Stadt Lauta ist keine Partnerschaft mit anderen Kommunen eingegangen.
Partnergemeinde des Ortsteiles Laubusch ist die polnische Gemeinde Jemielnica (dtsch. Himmelwitz) in Oberschlesien.

## Kultur und Sehenswürdigkeiten
- siehe auch: Liste der Kulturdenkmale in Lauta

### Bauwerke und Denkmäler
- Denkmale Stadt Lauta (Übersicht)[25]
- Gartenstädte Lauta-Nord und Erika

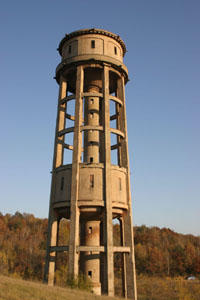
Wahrzeichen: Der Wasserturm von Lauta

- Wahrzeichen von Lauta ist der Wasserturm, der letzte Überrest der Aluminiumhütte Lautawerk. Dieser wurde 1918 in Stahlbetonbauweise errichtet. In das Gerüst aus acht Stahlbetonstützen, das von Ringankern statisch verspannt wird, sind zwei Stahlbetonwasserbehälter des Bautyps Intze integriert. Im unteren, 400 Kubikmeter fassenden Wasserbehälter, wurde Betriebswasser für die Produktion vorgehalten; der obere Behälter (Fassungsvermögen 250 Kubikmeter) speicherte Trinkwasser. Auf füllende Wandflächen wurde verzichtet, was jedoch zur Folge hatte, dass die Behälter aus Frostschutzgründen jeweils mit eigenem Boden, Wänden und Dach eingehaust werden mussten. Die zentral geführten Wasserleitungen werden durch einen schmalen Treppenturm, der aus fertigen Betonelementen errichtet wurde, umschlossen. Nachträgliche Bearbeitungsspuren dieser Fertigteile in herkömmlicher Steinmetztechnik (bossiert, scharriert) akzentuieren diesen zentralen Teil des Turmes.[26]
- Bauer-Mühle Lauta-Nord. Ehemalige Wassermühle, 1825 im Besitz des Müllers Christian Quitzschke.

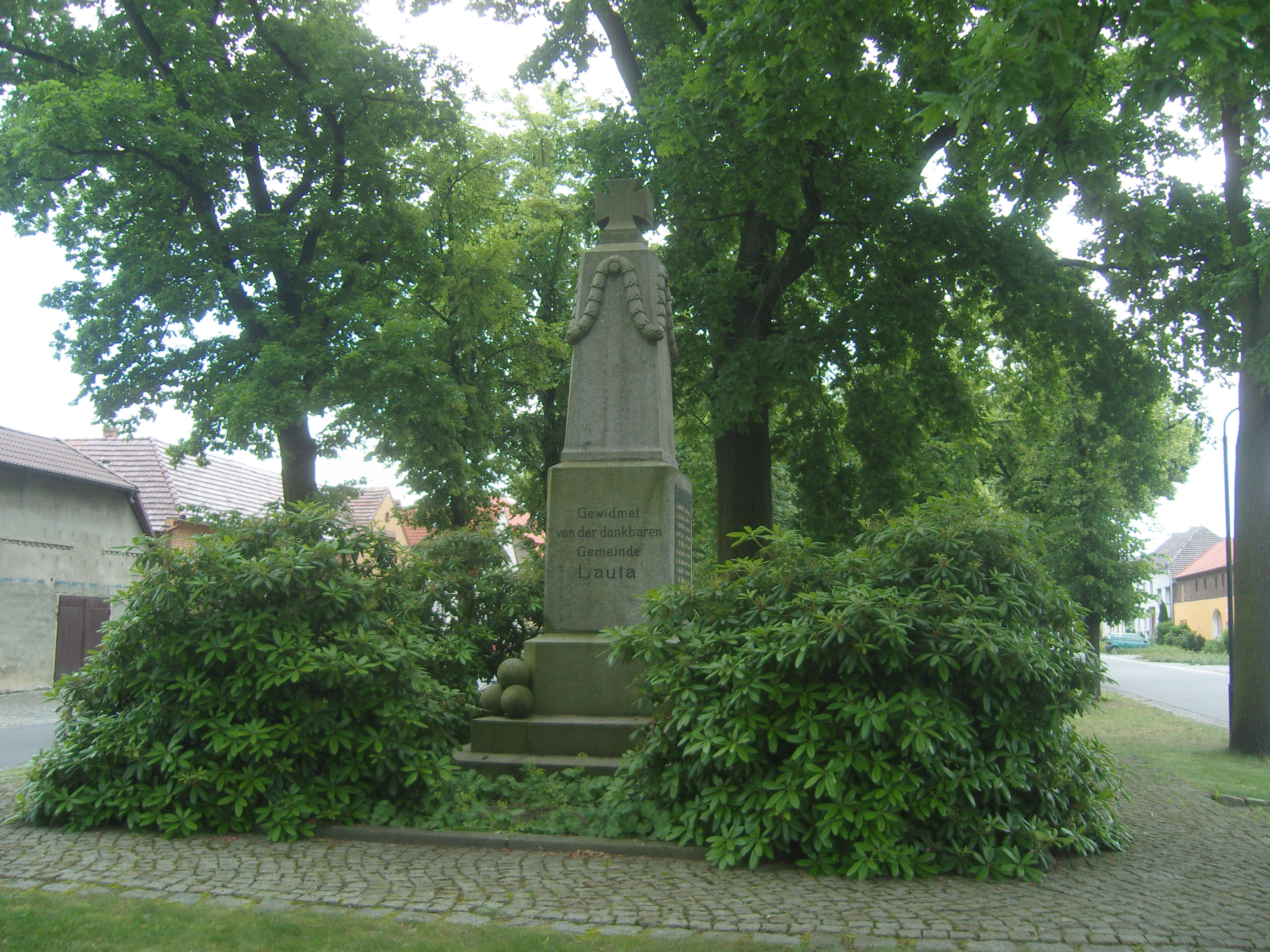
Kriegerdenkmal in Lauta-Dorf

- Gedenktafel am Eingang zum Lautawerk Friedrich-Engels-Straße 1 und Gedenkstätte im Innern des Betriebes zur Erinnerung an den Widerstandskämpfer Albert Zimmermann, der 1944 in Brandenburg-Görden ermordet wurde; Gedenktafel und Gedenkstätte verschwanden nach 1990
- Grabstätten und Gedenkanlage auf dem Ortsfriedhof für 130 sowjetische Zwangsarbeiter, unter ihnen 18 Kinder zwischen acht und 14 Jahren, die Opfer von Zwangsarbeit wurden; sowie Gedenkstein für Zwangsarbeiter anderer Nationen
- Auf dem Dorfanger in Lauta-Dorf befinden sich mehrere Kriegerdenkmale.

### Kirchliche Bauten

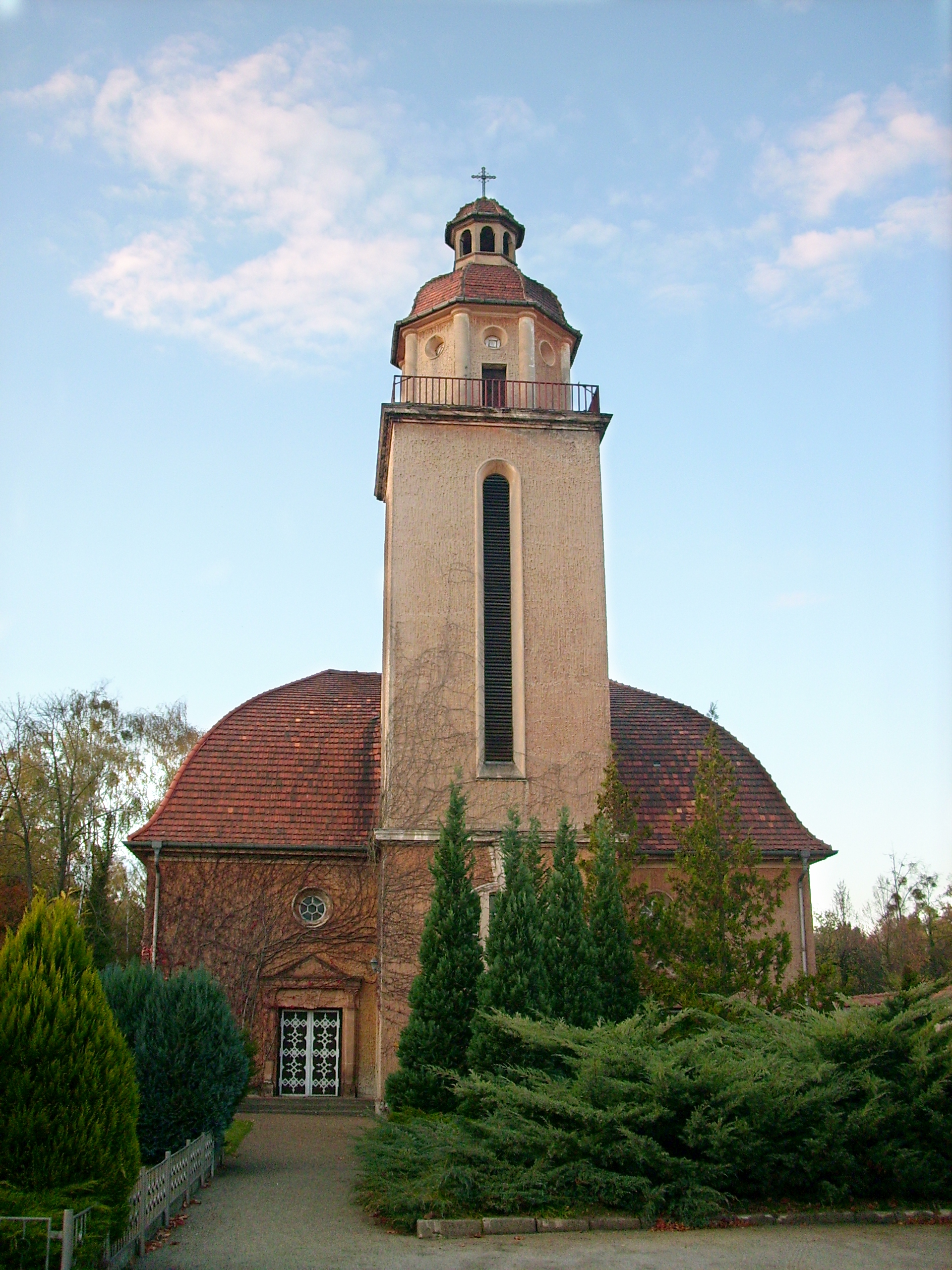
Evangelische Stadtkirche

- Laurentius-Kirche, Lauta-Dorf[27]
- Stadtkirche Lauta
- St. Josef, Lauta
- Dorfkirche Torno
- Barbarakirche Laubusch

### Parkanlagen

#### Stadtpark Lauta
Unmittelbar nach dem Baubeginn für die heute unter Denkmalschutz stehende Siedlung Nord des ehemaligen Lautawerkes wurde zu Beginn der 1920er Jahre mit der Gestaltung eines an die Siedlung anschließenden Naturparks begonnen. Genutzt wurde dafür ein etwa 15 ha großes Heidegebiet, von mehreren Wassergräben durchzogen, teilweise moorig und mit dichtem Kiefernwald bewachsen. Für die Gestaltung der Parkanlage waren umfangreiche Rodungen erforderlich. Während des Zweiten Weltkrieges ließ die Parkpflege nach und kam nach dem Kriegsende zum Erliegen. Die Absenkung des Grundwasserspiegels in Verbindung mit dem näher rückenden Tagebau Laubusch schädigte den Baumbestand des Parks nachhaltig. Um 1980 begann eine Gruppe von Bürgern in ihrer Freizeit, den Park zu entrümpeln und die Wege zu sanieren. Unterstützt wurden sie durch Schulklassen und Arbeitsgemeinschaften von Schülern und Lehrern.
Mit Arbeitsbeschaffungsmaßnahmen wurde die Rekultivierung 1991 fortgesetzt. Es ging dabei um eine weitgehende Annäherung an die ursprünglichen Strukturen des Parks bei Beachtung des zwischenzeitlich erfolgten Baumartenwandels. Neben der Bestandspflege standen zahlreiche Gehölzverpflanzungen, der Wegebau sowie andere Maßnahmen im Vordergrund. Heute verfügt der Park wieder über ein ausgedehntes Wegenetz und über zahlreiche Sitzbänke. Am Parkeingang wurde ein Erlebnisspielplatz angelegt. Im Park erzeugen neu gepflanzte Gehölze unter Altholzbeständen sowie die reichhaltige Bodenflora eine richtige Waldstimmung. Naturkundliche Lehrtafeln an den Wegen informieren über den Schutz des Waldes sowie über dessen Bewohner.
Seit Beendigung des Braunkohlentagebaues stieg kontinuierlich der Grundwasserspiegel. Dadurch änderten sich die hydrologischen Verhältnisse im Park grundlegend. Weite Bereiche sind von Staunässe geprägt. Große Baumbestände sterben ab. Um eine weitere Vernässung zu verhindern, wurde das Grabensystem 2016 umfangreich saniert.

#### Park Laubusch
Der im OT Laubusch befindliche Park wurde 1996 wieder hergestellt. Ein am 27. November 1997 eingeweihtes Denkmal für die ehemalige Brikettfabrik erinnert an den Braunkohlestandort von 1913 bis 1993.

#### Waldlehrpfad
Mitarbeiter des Sächsischen Forstamtes unterbreiteten zusammen mit der Schutzgemeinschaft Deutscher Wald den Vorschlag, auf der Tagebau-Hochkippe, die sich zwischen den Ortsteilen Laubusch und Lauta erstreckt, einen Waldlehrpfad anzulegen. Im März 1992 wurde mit den Arbeiten dafür begonnen und im November 1992 konnte der Waldlehrpfad eröffnet werden. Er führt von der August-Bebel-Straße im OT Laubusch über 1,4 km bis zu seinem Endpunkt an der Straße Laubusch – Lauta. Verschiedene Holzarten sind hier zu finden: Kiefer, Birke, Espe, Roteiche, Robinie, Eberesche, Weymouthskiefer. Rothirsche, Wildschweine sowie Füchse sind hier zu Hause.
Der Waldlehrpfad wird nicht mehr unterhalten und ist heute kaum noch zu erkennen.

### Naturschutz
- Siehe auch: Liste der Naturdenkmale in Lauta

## Wirtschaft und Infrastruktur

### Verkehr
Durch das Stadtgebiet führen die Bahnstrecke Węgliniec–Roßlau und die Bundesstraße 96.
Die Bahnstrecke wird seit dem 1. Juni 1874 befahren. Am 1. März 1883 wurde der Bahnhof Schwarzkollm in Betrieb genommen. Von Februar 1919 bis zum 22. Mai 1954 trug er zeitweilig die Bezeichnung Schwarzkollm-Lautawerk. Der Haltepunkt Lauta ging am 1. Januar 1944 in Betrieb. Seit dem 28. September 1956 heißt er Lauta (Niederlausitz).

### Bildung

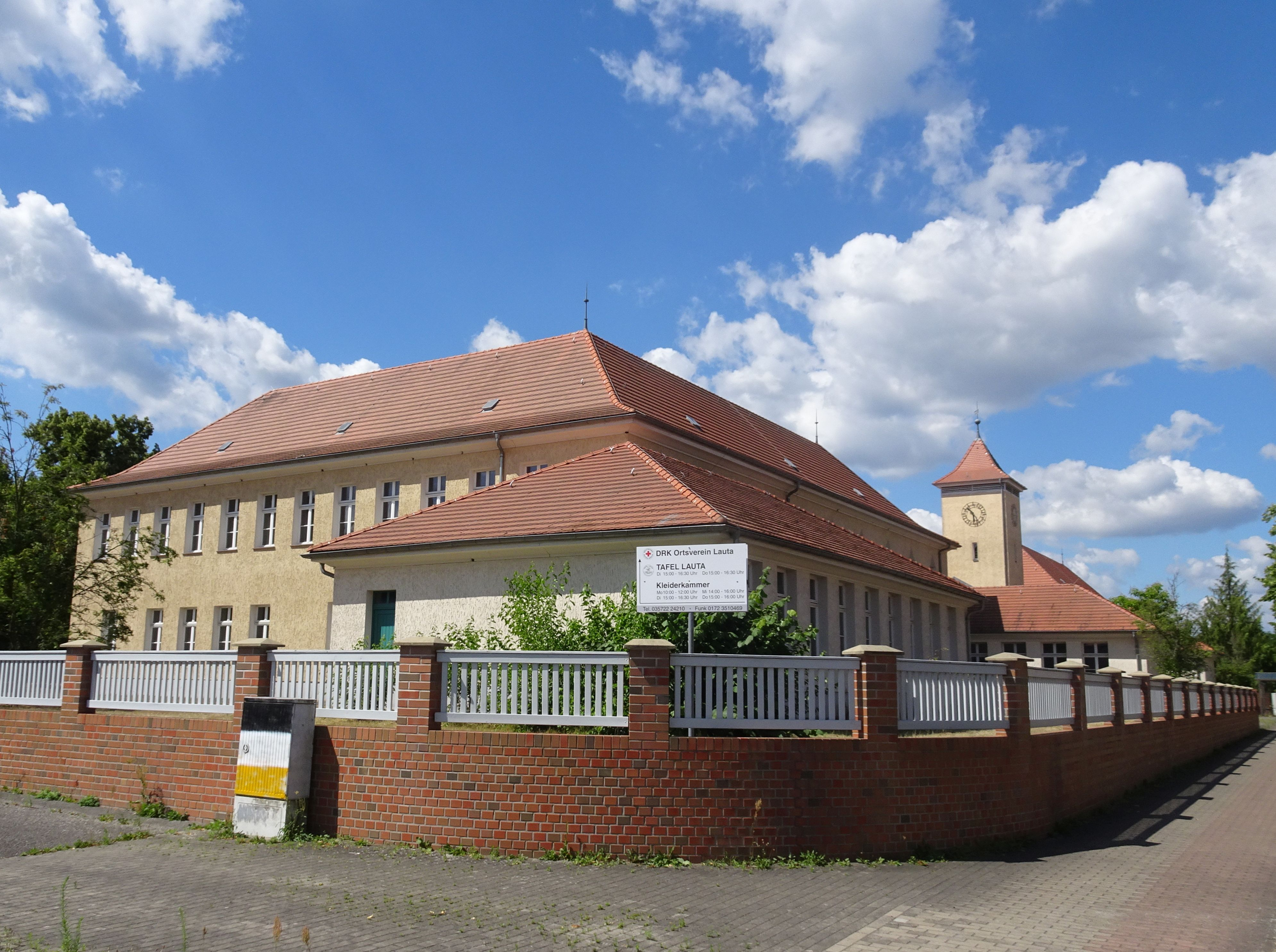
Nordschule

In Lauta gab es vor 1945 folgende Schulen:
- Volksschule Lauta-Dorf (erbaut: 1834; Neubau: 1934)
- Volksschule Siedlung Nord, sogenannte Nordschule (eingeweiht: 1923, ab 1950 Karl-Marx-Schule)[30]
- Volksschule Süd, sogenannte Südschule (eingeweiht: Ostern 1941 bzw. 1942, ab 1950 Karl-Liebknecht-Schule).

1978 kam die zehnklassige Polytechnische Oberschule „Hans Coppi“ in Lauta Süd hinzu.
Die Stadt Lauta verfügt heute über zwei Grundschulen (davon eine in Laubusch) und eine Oberschule. Die heutige Oberschule wurde 1942 eröffnet, Leiterin ist Sabine Rost.
Die Grundschule „Hans Coppi“ leitet Ines Förster und die Grundschule Laubusch Monika Simmank.

## Persönlichkeiten

### Söhne und Töchter der Stadt
- Johann Karl Büttner, (1754–1849), Chirurg, Weltreisender, Stadthistoriker.
- Manfred Jähne, Agrarwissenschaftler, wurde 1933 in Lautawerk geboren und lebte hier bis 1948.[31]
- Hans Koban (1935–2013), Bankier, lebte hier bis 1951.
- Manfred Kubenka, Radsportler
- Bernhard Kremser, Bildhauer, Designer, Grafiker und Schauspieler, wuchs in Lauta auf und lebte bis 1973 hier.
- Siegfried Thomas, Historiker und Publizist, wurde 1930 in Lautawerk geboren.
- Eberhard Weise (* 1953), Bobfahrer

### Persönlichkeiten, die in Lauta wirkten
- Werner Braune, Theologe, war vor 1970 Pfarrer in Lauta.[32]
- Gottfried Forck, Theologe und evangelischer Bischof, war von 1959 bis 1963 Pfarrer in Lauta.
- Fritz Constantin, Widerstandskämpfer
- Friedrich Müller (1889–1942), evangelischer Pfarrer, Widerstandskämpfer, Initiator der evangelischen Gemeinde in Lautawerk und des Baus der Stadtkirche.
- Kurt Scharf, Theologe und evangelischer Bischof, war vor 1928 Hilfsprediger im Lautawerk.[33]
- Alfred Spieler, Lehrer an der Volksschule Siedlung Nord, war von 1927 bis 1932 in Lautawerk tätig.[34]
- Arthur Theuner, Widerstandskämpfer, hingerichtet am 27. November 1944.
- Albert Zimmermann (1894–1944), Widerstandskämpfer, hingerichtet am 27. November 1944.

### Persönlichkeiten, die zeitweilig in Lauta lebten
- Charlotte Eppinger, Diplomatin der DDR, arbeitete 1936 bis 1939 im Kraftwerk Lauta.
- Joachim Spieler, Schauspieler, Sohn des Lehrers und Schuldirektors Alfred Spieler.
- Peter Mädler (1943–1963), Todesopfer an der Berliner Mauer, 1958 bis 1961 Elektromonteurlehrling im Kraftwerk Lauta.
- Herta Schiefelbein, Haushälterin des Nobelpreisträgers Albert Einstein in Berlin von 1927 bis 1933, lebte in Lautawerk bis 1921.